# NGC 5577
NGC 5577 é uma galáxia espiral (Sbc) localizada na direcção da constelação de Virgo. Possui uma declinação de +03° 26' 11" e uma ascensão recta de 14 horas, 21 minutos e 13,2 segundos.
A galáxia NGC 5577 foi descoberta em 26 de Abril de 1849 por William Parsons.